# کسل (مجموعه تلویزیونی)
کسل (نام شخصیت نویسنده داستان) یک مجموعه تلویزیونی کمدی-درام جنایی آمریکایی  است به کارگردانی اندرو دبلیو مارلو است که برای اولین بار در ۹ مارس ۲۰۰۹ از شبکه تلویزیونی ABC پخش شد.

این سری به طور مشترک توسط فانوس دریایی تصاویر و ای بی سی استودیو تولید می‌شود. این سریال در مجموع دارای ۸ فصل می‌باشد. این مجموعه چندین بار نامزد و یا برنده سریال محبوب و بازیگران نقش اول مرد و زن محبوب خود گردیده است.